# Эстрадиола полугидрат

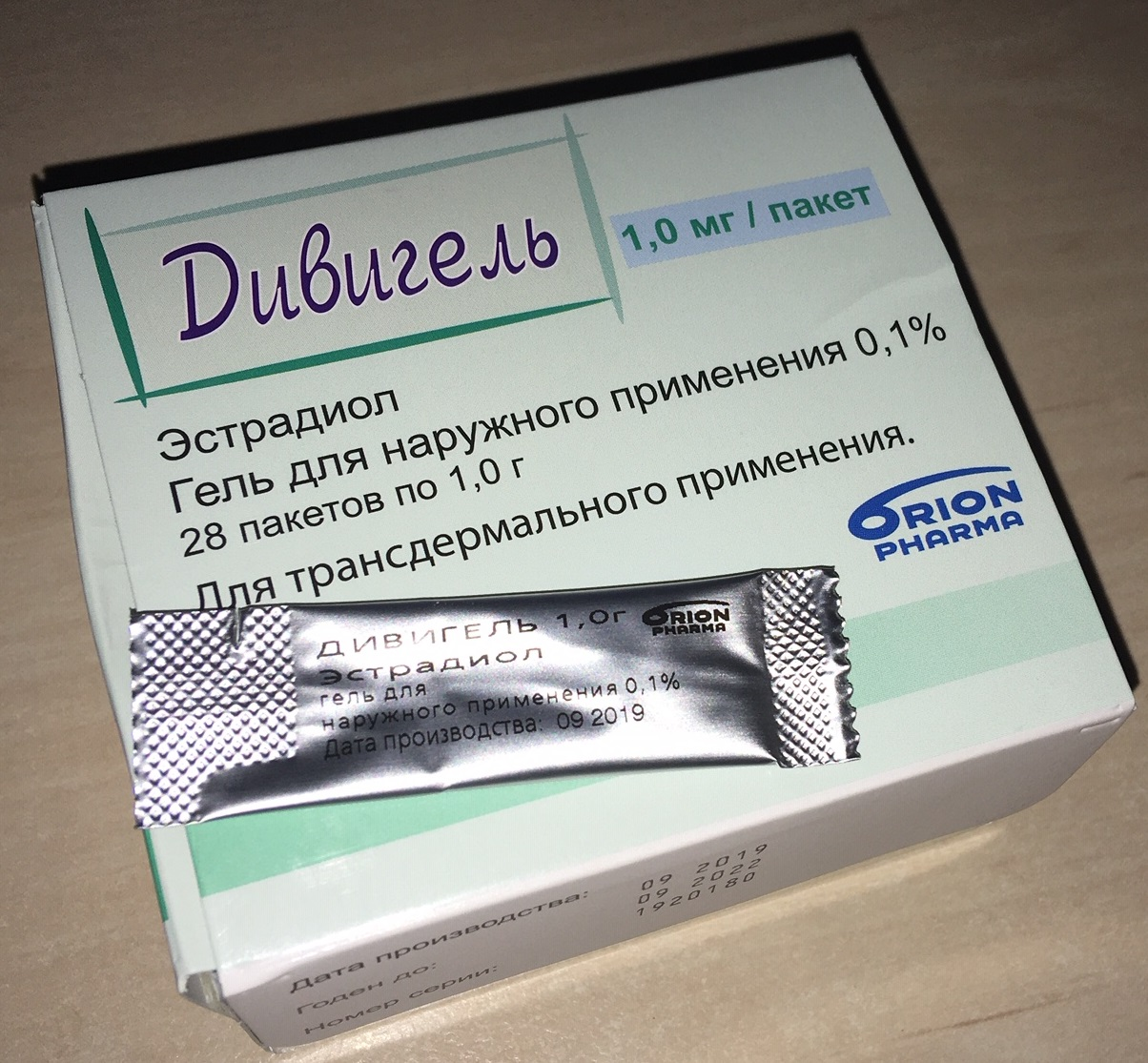
Эстрадиола полугидрат гель в пакетиках

Эстрадио́ла полугидра́т, или эстрадио́ла гемигидра́т, — форма эстрадиола, которая широко применяется в медицине в виде гелей и вагинальных таблеток с целью восполнения дефицита эстрогена. Химически и биологически идентичен эндогенному эстрадиолу. Эстрадиола полугидрат применяется при эстрогенной недостаточности (после гинекологических операций и в климактерическом периоде), менопаузальных расстройствах и для профилактики остеопороза в период постменопаузы.
С точки зрения активности и биоэквивалентности, эстрадиол и его полугидрат идентичны, с единственными различиями, являющимися приблизительно 3%-ной разницей в потенции по весу (из-за присутствия молекул воды в полугидратной форме вещества) и более медленной скорости высвобождения препарата в организм. Это происходит потому, что полугидрат эстрадиола более гидратирован, чем безводный и по этой причине эстрадиол является более нерастворимым в воде, что приводит к более медленным скоростям всасывания при использовании определённых составов препарата, таких как вагинальные таблетки.
В виде трансдермального геля продается под торговыми марками «Дивигель», «Эстрева», «Эстрожель».
Быстрое всасывание таблетированного эстрадиола в кишечнике может приводит к эстрогеновым пикам (резкое повышение уровня эстрадиола), с последующим быстрым снижением концентрации в крови. Эти пики могут приводить к тромбозам. В печени таблетка метаболизируется с образованием эстрона и эстриола что ведет к нарушению их нормального соотношения в организме. После отфильтровывания печенью биодоступность самого эстрадиола составляет 3 % (против 82 % через кожу с гелями, содержащими эстрадиола полугидрат). Гель нанесённый на кожу сперва депонируется в клетках эпидермиса, затем в подкожно-жировой клетчатке, что обеспечивает постепенное поступления эстрадиола в кровь, минуя печёночный метаболизм. Терапевтический эффект обеспечивается именно эстрадиолом, а не его метаболитами — эстроном и эстриолом. Поэтому при употреблении через кожу требуется меньшее количество эстрадиола, чем через желудок.